# 23214 Патрікчен
23214 Патрікчен (23214 Patrickchen) — астероїд головного поясу, відкритий 26 жовтня 2000 року.
Тіссеранів параметр щодо Юпітера — 3,359.